# Фалга
Фалга (фр. Falga) насеље је и општина у јужној Француској у региону Миди Пирене, у департману Горња Гарона која припада префектури Тулуз.
По подацима из 2011. године у општини је живело 108 становника, а густина насељености је износила 20,07 становника/km². Општина се простире на површини од 5,38 km². Налази се на средњој надморској висини од 270 метара (максималној 286 m, а минималној 209 m).

## Демографија
| 1962. | 1968. | 1975. | 1982. | 1990. | 1999. | 2011. |
| ----- | ----- | ----- | ----- | ----- | ----- | ----- |
| 24    | 67    | 57    | 60    | 73    | 79    | 108   |

График промене броја становника у току последњих година